# Пантелеимоновская церковь (Санкт-Петербург)
Храм свято́го великомученика и целителя Пантелеи́мона (Пантелеи́моновская це́рковь) — приходской православный храм в Санкт-Петербурге, на пересечении улицы Пестеля и Соляного переулка. Памятник архитектуры XVIII века в стиле петровского барокко.
Относится к Центральному благочинию Санкт-Петербургской епархии Русской православной церкви.

По церкви названы близлежащий Пантелеймоновский мост через Фонтанку и Пантелеймоновская улица (в 1925 году переименована в улицу Пестеля).

## Предыстория
В 1718 году для рабочих Партикулярной верфи, устроенной в истоке Фонтанки, против Летнего сада, Петром I была построена часовня во имя святого Пантелеи́мона (в день его памяти, 27 июля по старому стилю, русский флот в 1714 году одержал победу над шведским флотом при Гангуте и в 1720 году — у острова Гренгам). 2 сентября 1722 года состоялось освящение мазанковой церкви (архитектор Николай Гербель) того же посвящения, заменившей часовню.

## История
В 1735—1739 годах был построен новый храм в камне, снаружи украшенный тосканскими пилястрами, по проекту архитектора Ивана Коробова. Новая церковь имела колокольню и одно деревянное шатровое завершение. Внутреннее убранство было создано художником Гавриилом Ипатовым; иконы и плафон купола написаны художником Андреем Квашниным.
Новая церковь была освящена в храмовый праздник, 27 июля (7 августа) 1739 года, епископом Вологодским Амвросием. Так как церковь была холодной, к 1764 году к ней был пристроен тёплый придел святой Екатерины, перенесённый в 1783 году в трапезную.
В 1765 году церковь из Адмиралтейств-коллегии перешла в состав епархии.
В 1833—1834 годах напротив храма жил Александр Пушкин, часто бывавший здесь на службе.
В 1834—1835 годах здание было перестроено в стиле позднего ампира архитектором Викентием Беретти, а в 1840-х годах фасады храма были украшены мраморными барельефами работы скульптора Александра Логановского. Храм неоднократно расширялся: в 1852 году в сторону Фонтанки по проекту архитектора Ивана Мальгина, в 1875 году со стороны современной улицы Пестеля архитектор Василий Геккер переделал притвор, устроив в нём часовню, и в 1895—1896 годах архитектором Евгением Аникиным (или Иваном Гольмдорфом) был пристроен придел князя Михаила Черниговского и его сына Феодора со стороны Невы. В этом виде церковь и дошла до наших дней.
В храме находилась особо чтимая икона святого Пантелеимона начала XVIII века, подаренная храму в 1870 году императрицей Марией Александровной.
В 1854 году из этой церкви был вызван священник для умирающей матери композитора Петра Ильича Чайковского. Это событие сильно повлияло на формирование его религиозных взглядов. Впоследствии, приезжая в Санкт-Петербург, композитор обязательно посещал Пантелеймоновскую церковь.
С 1867 года действовало благотворительное общество, содержавшее женскую богадельню и детский приют, с 1906 года — первый в Санкт-Петербурге церковно-приходский совет, с 1913 года — братство святителя Иоасафа Белгородского. К храму была приписана мраморная часовня, построенная на средства городской казны при входе в Летний сад. Часовня была освящена во имя Святого благоверного князя Александра Невского в знак избавления от смерти императора Александра Второго при покушении 6 апреля 1864 года.
В 1912 году церковь реставрировали, а в 1914 году по инициативе Императорского Русского военно-исторического общества на фасаде Пантелеимоновской церкви были укреплены мраморные мемориальные доски с перечнем полков, сражавшихся при Гангуте и Гренгаме.
Среди церковных реликвий в храме имелись многосвечник с позолотой, подаренный подаренный Евгенией Максимилиановной Ольденбургской, уникальные иконы петровского времени, приобретенные на средства прихожан.
В здании Пантелеимоновской церкви открыта экспозиция, рассказывающая о сражениях петровского галерного и парусного флота на Балтике, об отваге русских воинов в Северной войне и героизме моряков при обороне полуострова Ханко (Гангут) в начале Великой Отечественной войны
С 1922 года и до закрытия приход принадлежал «обновлеческим» структурам; церковь находилась в непосредственном ведении лидера обновленцев Александра Введенского.
9 мая 1936 года приход был закрыт.
В 1944—1946 годах напротив церкви построен мемориал защитникам полуострова Ханко в Великую Отечественную войну (архитекторы Валентин Каменский, Анна Лейман). Ханко — современное название Гангута.
С 1980 года храм находился в ведении Музея истории города, там размещалась выставка «Гангутский мемориал».

## Духовенство
- Настоятель храма — протоиерей Александр Румянцев
- Протоиерей Илиан Лаврентьев
- Протоиерей Александр Никаноров [6]

## Современная жизнь прихода
В 1991 году церковь возвращена епархии; с Крещения Господня 1994 года регулярно совершаются богослужения.
В 2002—2003 годах была проведена реставрация фасадов и куполов. В 2007 году началась реставрация росписи храма.

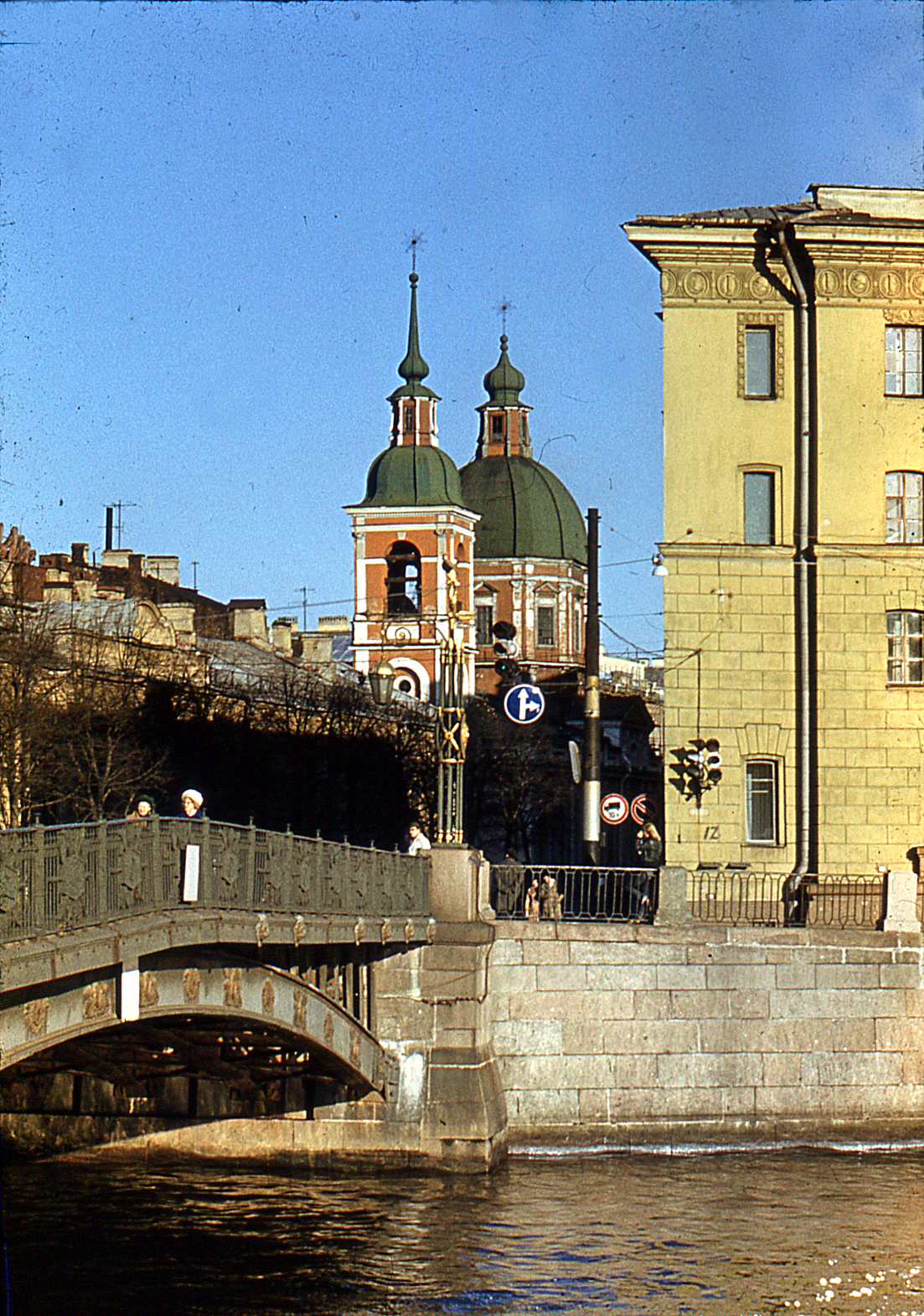
Пантелеимоновская церковь и Пантелеймоновский мост
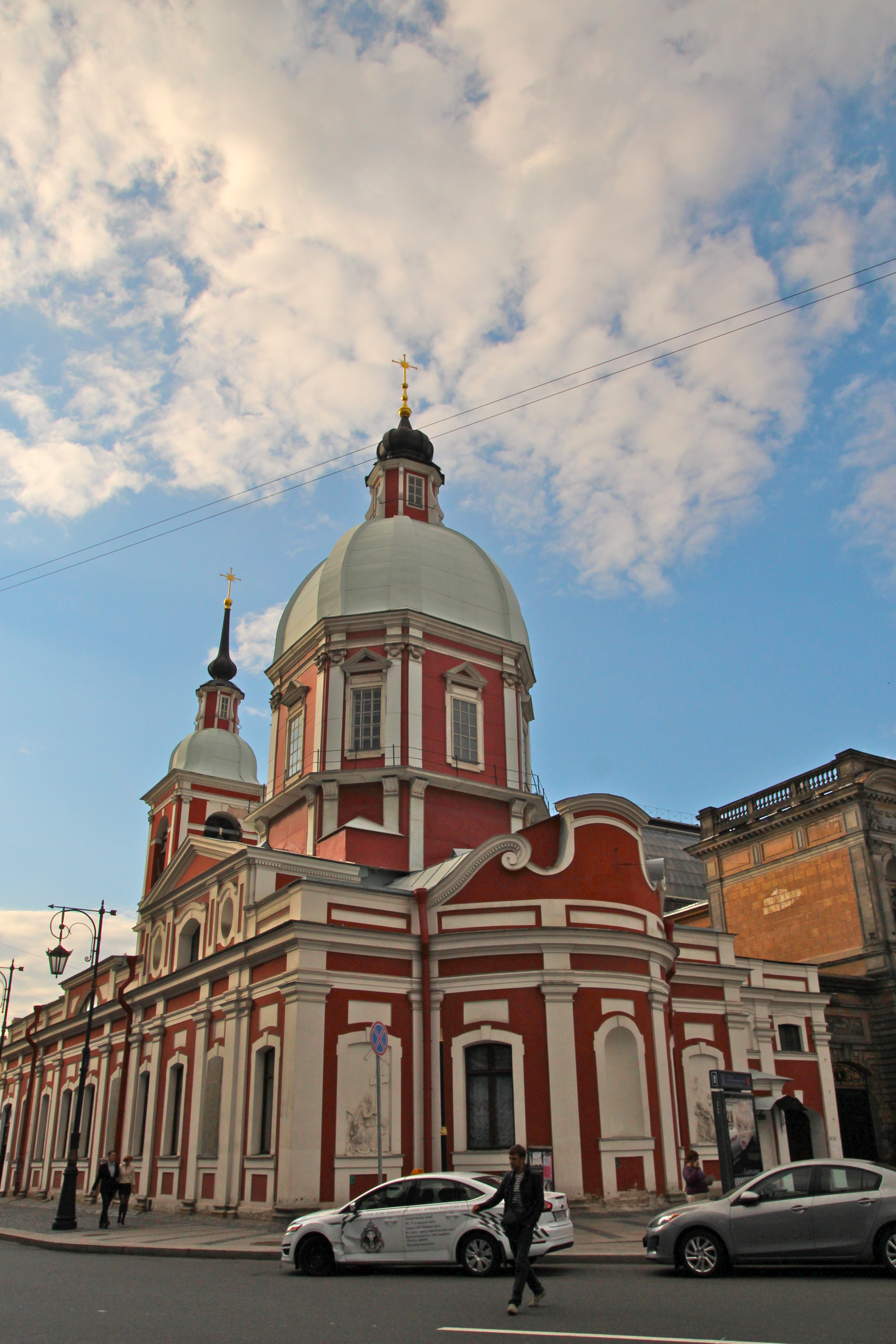
Пантелеимоновская церковь от пересечения улицы Пестеля и Соляного переулка
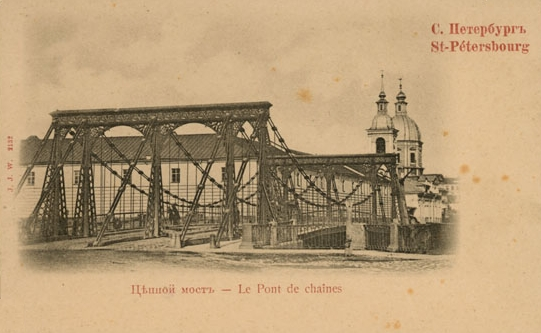
Открытка 1910 года (на ней старый цепной Пантелеймоновский мост, впоследствии перестроенный)
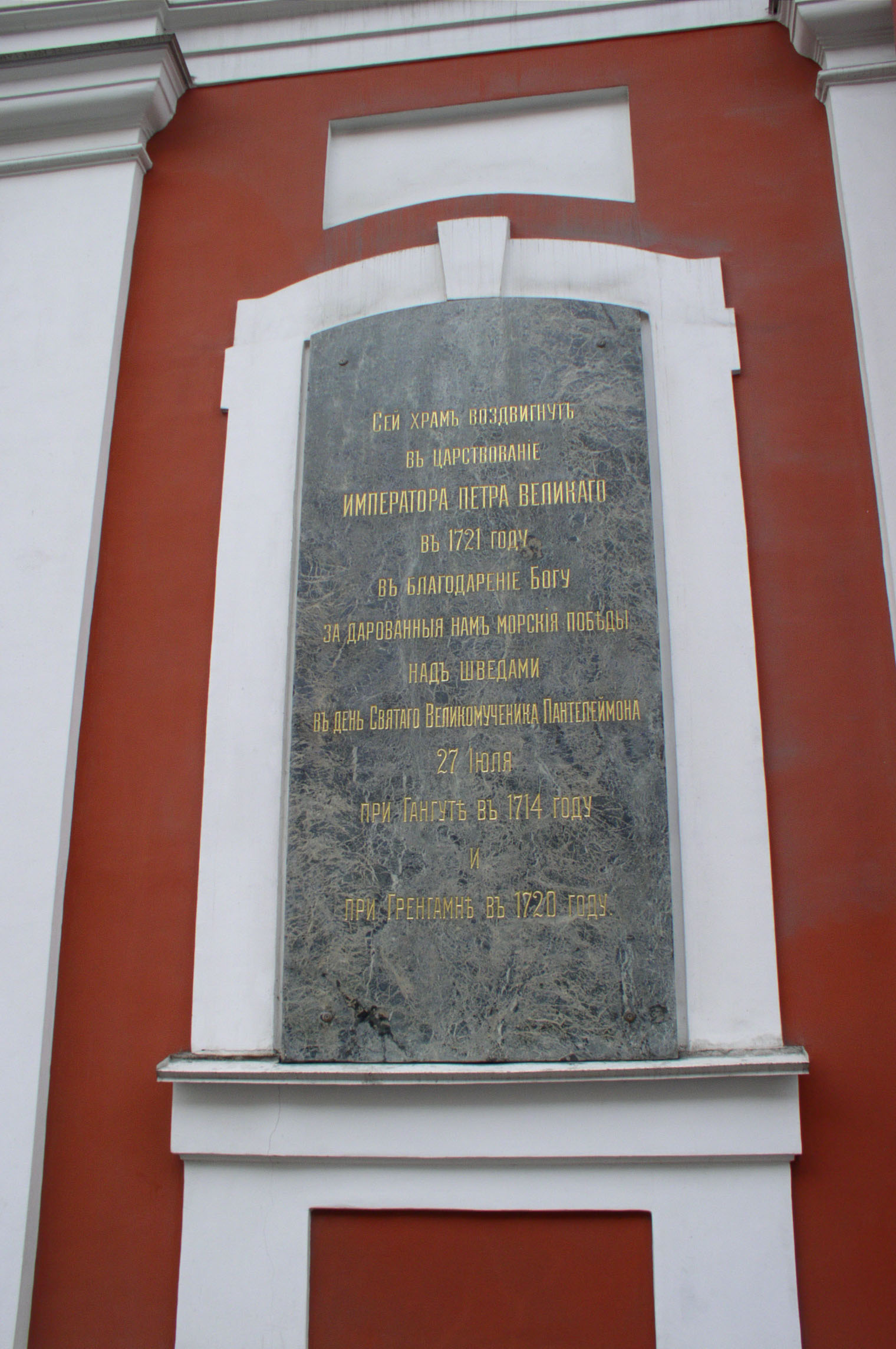
Мемориальная доска с надписью об основании храма
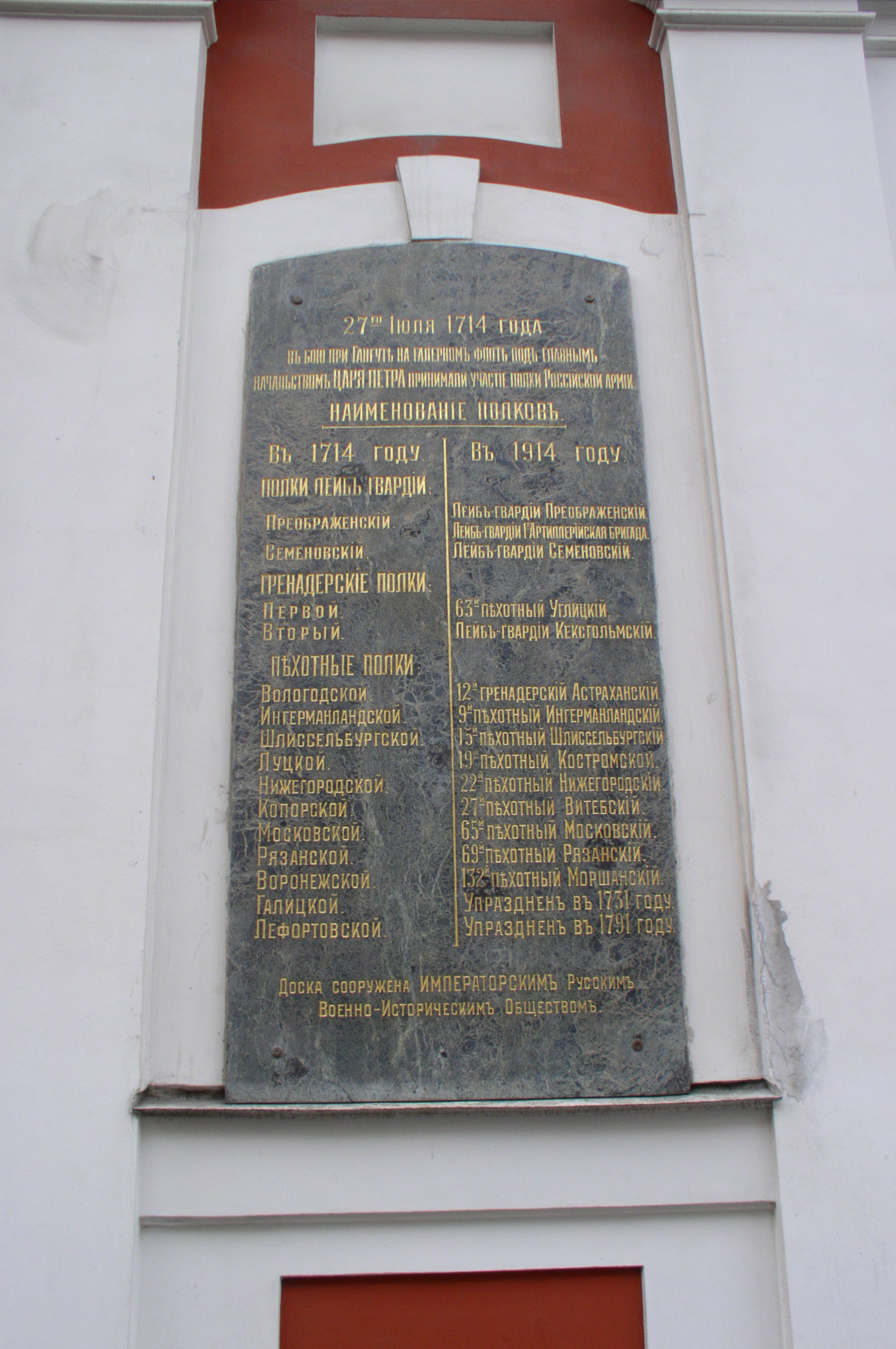
Мемориальная доска на стене храма: список полков, принимавших участие в Гангутском сражении
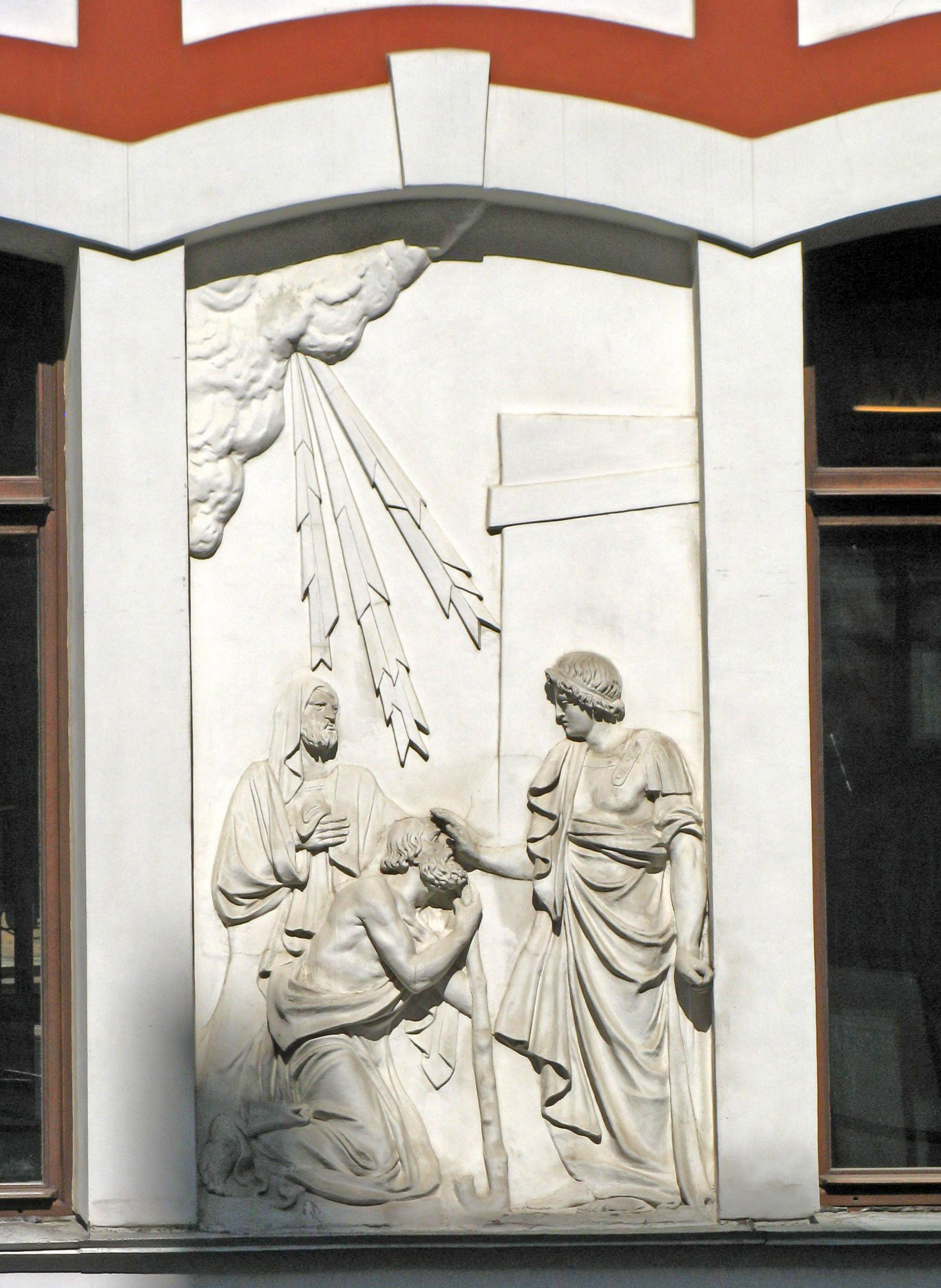
Рельеф на южной стене храма